# NOAAS Reuben Lasker (R 228)
Le NOAAS Reuben Lasker (R 228) est un navire océanographique  et halieutique de flotte de la NOAA (National Oceanic and Atmospheric Administration) et plus spécifiquement du service de la National Marine Fisheries Service (NMFS) depuis 2012. il porte le nom du biologiste des pêches, Reuben Lasker (en) (1929-1988) qui travaillait au National Marine Fisheries Service du Southwest Fisheries Centre et enseignait à l'Institut d'océanographie Scripps.
Cette classe de navires de la NOAA est très similaire aux navires de classe de recherche océanographique identique au RV Neil Armstrong (AGOR-27) appartenant à l’Office of Naval Research et exploités en partie par celle-ci et exploités en partie par plusieurs universités américaines.

## Historique

### Construction et mise en service
La construction de Reuben Lasker a été financée par le Plan de relance économique des États-Unis de 2009. Le chantier naval Marinette Marine de Marinette dans le Wisconsin a obtenu un contrat de construction de 73,6 millions de dollars en avril 2010. La pose de la quille a eu lieu le 21 juin 2011 et son lancement le 16 juin 2012 par Pamela A. Lasker, la fille de Reuben Lasker, dans la rivière Menominee. Marinette Marine a livré le navire à la NOAA à Norfolk, en Virginie, le 8 novembre 2013.
Après un voyage de 20 jours sur 5.000 milles marins (9 260 km) depuis Norfolk via le canal de Panama, le Reuben Lasker est arrivé à San Diego, en Californie, son port d'attache, le 29 mars 2014. La NOAA l'a officiellement mise en service le 2 mai 2014 lors d'une cérémonie au Navy Pier au centre-ville de San Diego, en Californie.

### Caractéristiques et capacités
Capable de mener des opérations océanographiques multidisciplinaires à l’appui des études de processus biologiques, chimiques et physiques, Reuben Lasker a été le cinquième d’une classe de cinq navires de recherche halieutique parmi les plus avancés au monde, doté d’une capacité unique de mener à la fois la pêche et la recherche océanographique. Il s’agit d’un chalutier de poupe dont les capacités de pêche sont similaires à celles des navires de pêche commerciale. Il est équipé pour la pêche à la palangre et au chalut et peut effectuer des opérations de chalutage à des profondeurs de 3.500 mètres. Sa fonctionnalité la plus avancée est l’incorporation de la technologie de silence acoustique de même type que celle de l'United States Navy pour permettre aux scientifiques de la NOAA de surveiller les populations de poissons sans que le bruit du navire ne modifie le comportement du poisson, y compris des fonctions de silence avancées intégrées à ses machines, à son équipement et à son hélice.
Ses hydrophones océanographiques sont montés sur une planche de bord rétractable qui permet d’abaisser les transducteurs scientifiques loin de la zone de bruit d’écoulement généré par la coque, améliorant ainsi la qualité des données collectées. Pour tirer pleinement parti de ces capacités avancées de collecte de données, il dispose du système de sonar scientifique, qui permet de mesurer avec précision la biomasse de poissons dans une zone d'étude. Il dispose également d’un profileur de courant acoustique Doppler pour collecter des données sur les courants océaniques et aussi d’un système de sonar multifaisceaux fournissant des informations sur le contenu de l'eau ainsi que sur le type et la topographie des fonds marins en cours de mission, jusqu'à une vitesse maximum de 11 nœuds (20 km/h).
Reuben Lasker est équipé d’un treuil océanographique avec une charge maximale de traction de 13 tonnes qui peut déployer jusqu’à 4.000 mètres de câble électromécanique de 17,3 mm. Il dispose également de deux treuils CTD d'une charge maximale de 3.793 kg pouvant chacun déployer 4.000 mètres de câble électromécanique de 9,5 mm, de deux treuils de chalut avec une traction maximale plus de 22 tonnes, chacun pouvant déployer 4.000 mètres de fil de 25,4 mm, et d'un treuil pour sonde à filet ayant un poids de traction maximal de 3.674 kg pouvant déployer 4.000 mètres de fil électromécanique de 11,4 mm.
Il a une flèche télescopique de 19,8 mètres d’une capacité de levage de 454 kg en extension complète et de 4.536 kg lorsqu’elle est allongée de 7 mètres. Il a un cadre mobile, sur son côté tribord, avec une charge maximale d'utilisation sécurisée de 907 kg et un grand cadre de portique arrière avec une charge maximale d'utilisation sécurisée de 3.629 kg. Le treuil océanographique et le grand cadre en A travaillent ensemble pour desservir sa station d’échantillonnage arrière, tandis que deux treuils fonctionnent avec le cadre en A tribord pour desservir sa station d’échantillonnage latéral. L'un de ses treuils peut également déployer des lignes et du matériel sur sa poupe. En plus du chalutage, ses stations d'échantillonnage peuvent déployer des filets d'échantillonnage, des palangres et des pièges à poissons plus petits. Ses treuils peuvent utiliser des instruments CTD pour mesurer la conductivité électrique, la température et la fluorescence de la chlorophylle de l'eau de mer. Reuben Lasker peut également déployer du matériel spécialisé, des véhicules remorqués, des dragues et des carottes de fond, ainsi qu’un système de détection de l’environnement (MOCNESS (en)). Il peut également déployer et récupérer des réseaux de capteurs flottants et amarrés au fond. Pendant le chalutage, il utilise des systèmes sans fil et câblés pour surveiller la forme du filet de chalut et pour fonctionner conjointement avec un système de traçage automatique qui règle la profondeur du chalut et la tension du fil de chalut et ajuste la configuration du filet.
Reuben Lasker contient un laboratoire humide de 58,5 m², un laboratoire sec de 27,9 m², un laboratoire de biologie et de chimie de 26.3 m², un laboratoire d’électronique et informatique de 41.3 m² , et un laboratoire hydrographique de 7,9 m². Il possède 5,3 m² d'espace climatisé, un congélateur scientifique de 33,4 m², une salle de préparation scientifique de 12,4 m². Il dispose d’un espace ouvert à l’arrière pour les opérations de pêche et scientifiques et d’une autre zone d’espace ouvert pour la station d’échantillonnage latérale située à tribord. Toutes ses conduites de décharge déversent sur son côté bâbord afin que les fluides libérés ne contaminent pas les échantillons recueillis par la station tribord. Il possède une coque renforcée pour la glace pour les opérations dans les eaux polaires.
Reuben Lasker transporte deux bateaux pneumatiques à coque rigide (RHIB) de 8 mètres), dotés chacun d'un moteur de 270 chevaux et d'une capacité de 18 personnes, ainsi que d'un bateau de sauvetage approuvé par SOLAS, avec un moteur de 32 chevaux et une capacité de six personnes. En plus de son équipage de 24 personnes, le navire peut accueillir jusqu'à 15 scientifiques.

### Historique du service
Le Reuben Lasker remplace officiellement le NOAAS David Starr Jordan (R 444), qui a été mis hors service en 2010 après plus de 44 ans de service et le dernier navire de la NOAA basé à San Diego. Comme  le David Starr Jordan avant lui, Reuben Lasker intervient au Southwest Fisheries Science Center de La Jolla en Californie, composante du National Marine Fisheries Service de la NOAA, et mène principalement des enquêtes sur les poissons, les mammifères marins et les tortues de mer au large de la  Côte ouest des États-Unis et dans l'est de l' océan Pacifique. Sa mise en service en 2014 a libéré le navire de contrôle de la NOAA pour la pêche, le NOAAS Bell M. Shimada (R 227), lui permettant de se consacrer à d'autres projets hautement prioritaires, notamment des études sur le courant de Californie, l'’écosystème marin et les populations de saumon tout au long de la côte ouest américaine.

## Flotte de la National Marine Fisheries Service
La National Marine Fisheries Service (Service national de la Pêche maritime) est un organisme fédéral des États-Unis. C'est une division de la National Oceanic and Atmospheric Administration (NOAA) elle-même dépendante du département du Commerce des États-Unis. Le NMFS est responsable de l'intendance et de la gestion de ressources marines au sein de la zone économique exclusive des États-Unis, qui s'étend vers le large à environ 370 kilomètres de la côte.

## Galerie

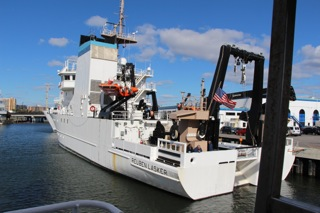
NOAA Reuben Lasker
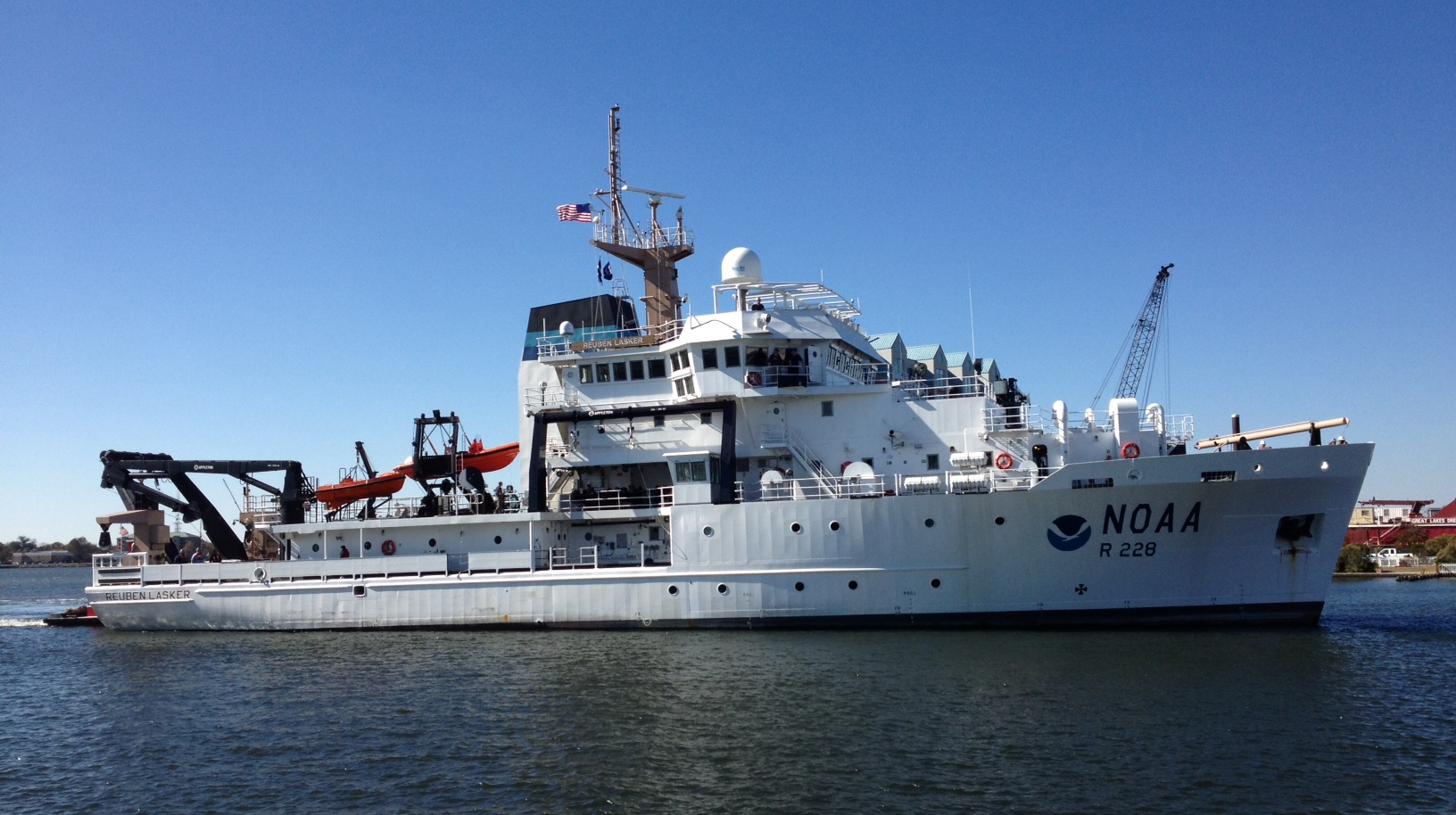
NOAA Reuben Lasker
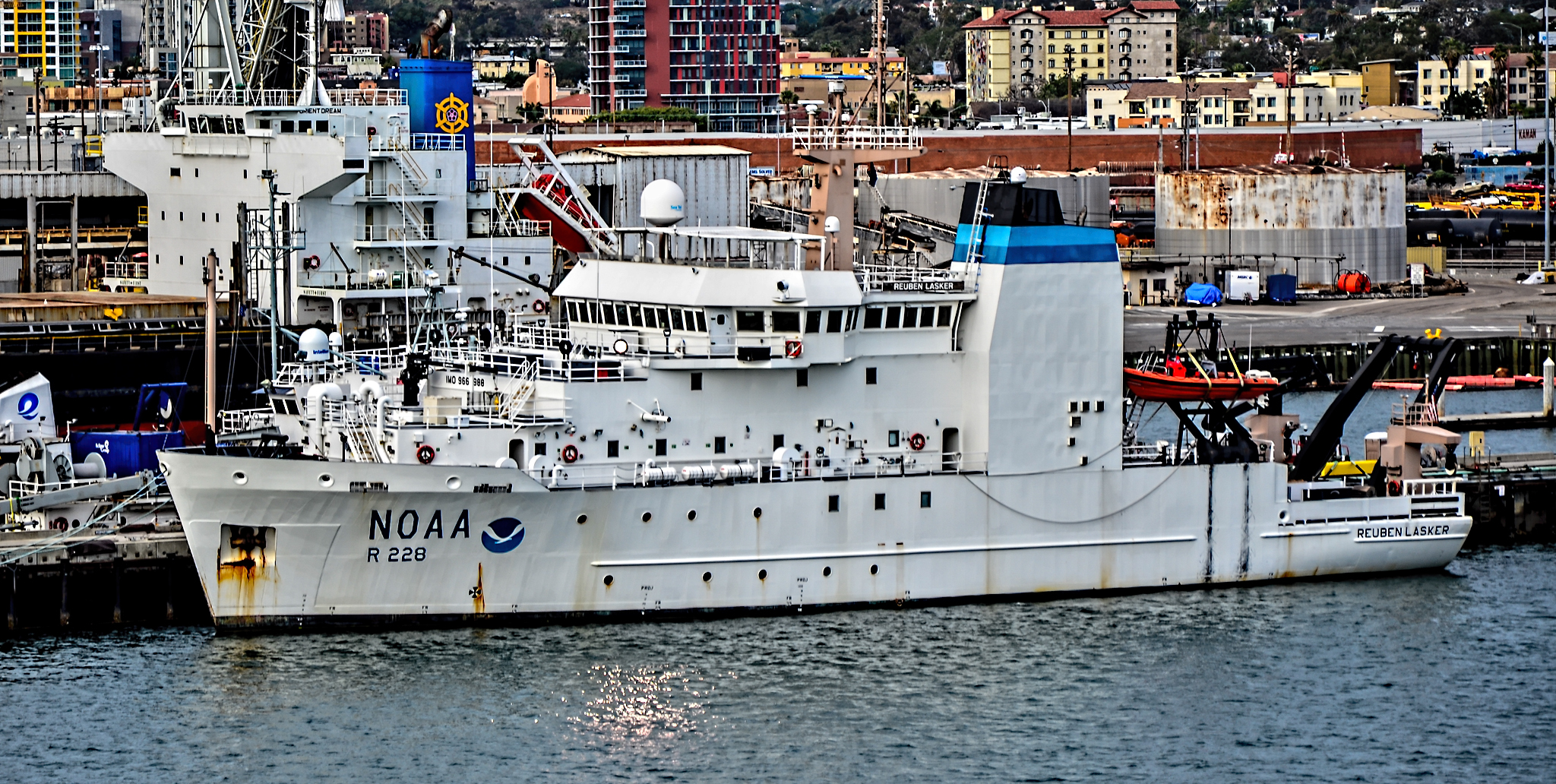
NOAA Reuben Lasker

### Note et référence
- (en) Cet article est partiellement ou en totalité issu de l’article de Wikipédia en anglais intitulé « NOAAS Reuben Lasker (R 228) » (voir la liste des auteurs).